# 川倉駅
川倉駅（かわくらえき）は、青森県五所川原市金木町川倉にある津軽鉄道津軽鉄道線の駅である。
一部の列車は当駅を通過する。

## 歴史
- 1932年（昭和7年）4月24日：開業。
- 1941年（昭和16年）8月1日：営業休止[1]。
- 1955年（昭和30年）10月20日：復活開業。

## 駅構造
単式ホーム1面1線の地上駅。待合室を併設する無人駅である。

## 利用状況
| 1日乗降人員推移 | 1日乗降人員推移 |
| 年度            | 1日平均人数     |
| --------------- | --------------- |
| 2011年          | 4               |
| 2012年          | 5               |
| 2013年          | 3               |
| 2014年          | 5               |
| 2015年          | 6               |

## 駅周辺
- 国道339号

## 隣の駅
津軽鉄道
■津軽鉄道線（一部の列車は通過）
芦野公園駅 - 川倉駅 - 大沢内駅